# هارالد كونوبكا
هارالد كونوبكا (مواليد 18 نوفمبر 1952) هو لاعب كرة قدم. يلعب مع منتخب ألمانيا الغربية لكرة القدم. سبق له أن لعب في كأس العالم لكرة القدم مع منتخب بلاده.

## مسيرته الكروية
لعب هارالد كونوبكا خلال مسيرته الاحترافية مع ناديين في أربعة عشر موسمًا وسجل خلالها 21 هدفًا ضمن 352 مباراة. حيث فاز في ثلاثة مواسم بالكأس وفي موسم واحد بالدوري.
خاض هارالد كونوبكا مسيرته مع نادي كولن في موسم 1971–72 ليلعب معه ثلاثة عشر موسمًا، مشاركًا في 335 مباراة سجل خلالها 21 هدفًا. ثم انتقل إلى نادي بوروسيا دورتموند للفورميلا في موسم 1983–84 لمدة موسم واحد، حيث شارك في 17 مباراة ولم يسجل أي هدف.

## روابط خارجية
- هارالد كونوبكا على موقع الاتحاد الدولي (مؤرشف)  (الإنجليزية)
- هارالد كونوبكا على موقع قاعدة بيانات كرة القدم.إي يو (الإنجليزية)
- هارالد كونوبكا على موقع ناشيونال فوتبول تيمز (الإنجليزية)
- هارالد كونوبكا على موقع عالم كرة القدم.نت (الإنجليزية)